# Чемпионат мира по шорт-треку среди команд 2006
Чемпионат мира по шорт-треку среди команд 2006 года проходил 25 - 26 марта в  Монреале (Канада).

## Система состязаний
Для участия в чемпионате автоматически квалифицировались первые восемь стран по итогам кубка мира. По 4 конькобежца от каждой страны участвовало в гонках на 500 м и на 1000 м, по 2 конькобежца — в гонке на 3000 м, плюс проходило первенство в эстафете (на 3000 м для женщин, на 5000 м — для мужчин).

## Участники чемпионата

### Мужчины
| Место | Участники        | Очки |
| ----- | ---------------- | ---- |
| 1     | Республика Корея | 39   |
| 2     | Канада           | 36   |
| 3     | Китай            | 27   |
| 4     | Италия           | 16   |
| 5     | США              | -    |
| 6     | Япония           | -    |
| 7     | Нидерланды       | -    |

### Женщины
| Место | Участники        | Очки |
| ----- | ---------------- | ---- |
| 1     | Республика Корея | 40   |
| 2     | Китай            | 38   |
| 3     | Канада           | 26   |
| 4     | Италия           | 14   |
| 5     | Япония           | -    |
| 6     | США              | -    |
| 7     | Франция          | -    |

## Призёры чемпионата

### Мужчины
| Дисциплина | Золото                                                                        | Серебро                                                                                     | Бронза                                                         |
| ---------- | ----------------------------------------------------------------------------- | ------------------------------------------------------------------------------------------- | -------------------------------------------------------------- |
| Команды    | Республика Корея · Ан Хён Су · Ли Хо Сук · Сон Сок У · О Се Джон · Со Хо Джин | Канада · Франсуа-Луи Трамбле · Шарль Амлен · Матье Тюркотт · Джонатан Гильметт · Эрик Бедар | Китай · Суй Баоку · Ли Хаонань · Ван Баоцзянь · Ли Е · Цуй Лян |

### Женщины
| Дисциплина | Золото                                                                           | Серебро                                                        | Бронза                                                                                   |
| ---------- | -------------------------------------------------------------------------------- | -------------------------------------------------------------- | ---------------------------------------------------------------------------------------- |
| Команды    | Республика Корея · Чон Да Хе · Чхве Ын Гён · Кан Юн Ми · Пён Чхон Са · Чин Сон Ю | Китай · Чжу Милэй · Фу Тяньюй · Ван Вэй · Ван Мэн · Чэн Сяолэй | Канада · Таня Висент · Калина Роберж · Аланна Краус · Аманда Оверленд · Анук Леблан-Буше |